# Someday Came Suddenly
Someday Came Suddenly (traducido como Un día llegó de repente) es el álbum debut de la banda Attack Attack!, lanzado el 11 de noviembre de 2008 bajo Rise Records, fue grabado a mediados de 2008 y producido por Joey Sturgis. Los demos de las pistas 1, 5, 6, 8, 9 y 10 fueron regrabadas para ser colocadas en este disco, originalmente son de If Guns Are Outlawed, Can We Use Swords?. El track 7 es un solo de teclados de Caleb Shomo, la canción es original de la banda DJ Club, donde Shomo participa. Este es el primer y último álbum con participación de Austin Carlile.

## Listado de canciones
| N.º   | Título                                                        | Duración |  |
| 1.    | «Hot Grills and High Tops»                                    | 0:41     |  |
| 2.    | «Stick Stickly»                                               | 3:22     |  |
| 3.    | «Bro, Ashley's Here»                                          | 3:17     |  |
| 4.    | «Shred, White, and Blue»                                      | 2:35     |  |
| 5.    | «Party Foul»                                                  | 2:37     |  |
| 6.    | «What Happens If I Can't Check My MySpace When We Get There?» | 2:35     |  |
| 7.    | «Interlude»                                                   | 2:06     |  |
| 8.    | «The People's Elbow»                                          | 2:37     |  |
| 9.    | «Kickin' Wing, Animal Doctor»                                 | 2:28     |  |
| 10.   | «Dr. Shavargo, Pt. 3»                                         | 3:42     |  |
| 11.   | «Catfish Soup»                                                | 2:58     |  |
| 12.   | «Outro»                                                       | 1:24     |  |
| 30:17 |                                                               |          |  |

| Japanese Bonus Track |                                      |          |  |
| N.º                  | Título                               | Duración |  |
| 13.                  | «I kissed a girl (Katy Perry Cover)» |          |  |

## Créditos
- Austin Carlile - voces, programación
- Johnny Franck - voces, guitarra rítmica, coros
- Caleb Shomo - teclados, sintetizadores, death-growls
- Andrew Whiting - guitarra principal
- John Holgado - bajo
- Andrew Wetzel - batería, percusión

- Datos: Q6296437